# Dario Franchitti

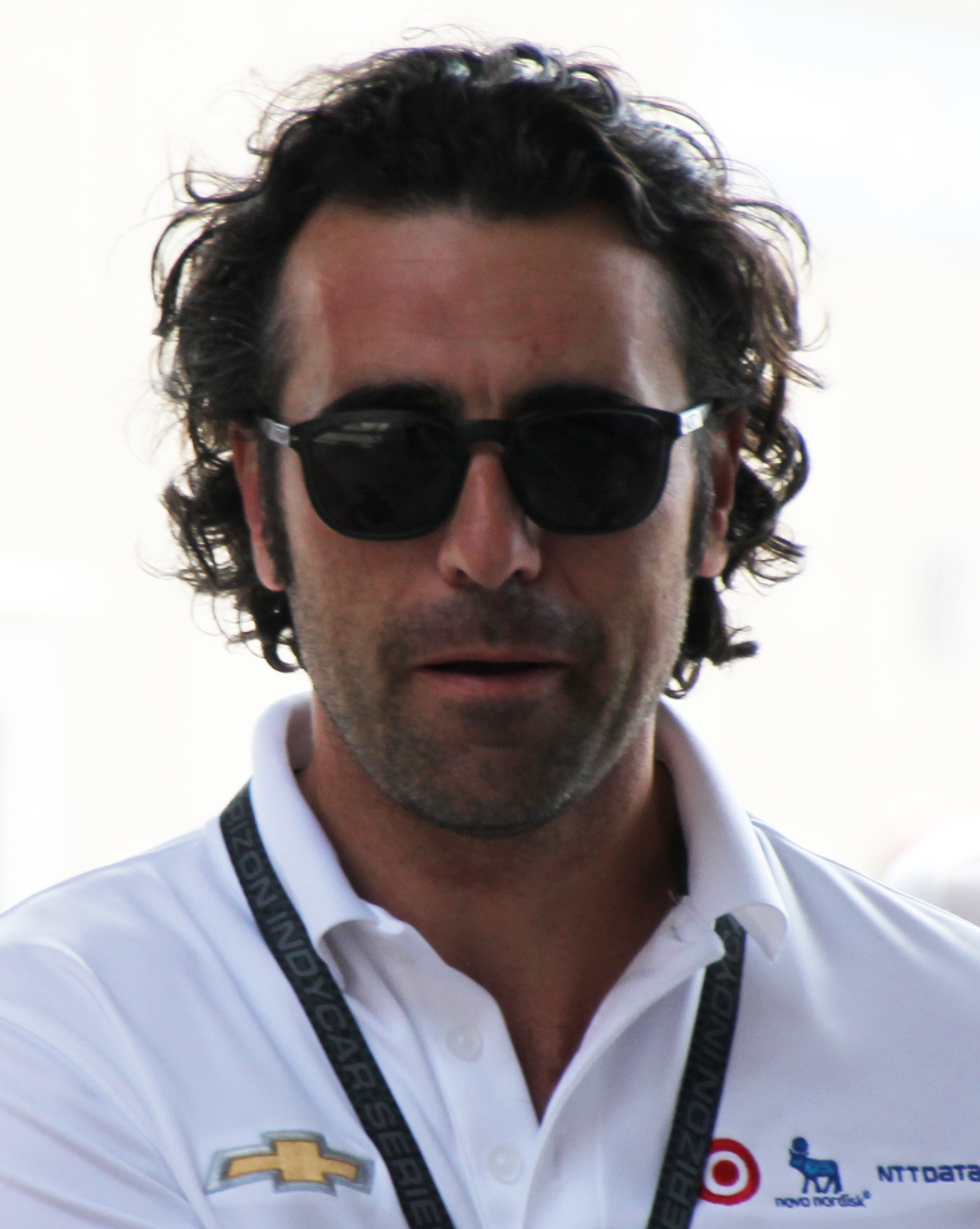
Dario Franchitti, 2015

Dario Franchitti, (n. 19 mai 1973, West Lothian, Scoția, Marea Britanie) este un pilot de curse, care a câștigat IndyCar de 4 ori între anii 2007-2011. Dario Franchitti este văr cu pilotul de curse Paul di Resta.

## Cariera în IndyCar
| Sezon | Echipă                | Puncte | Loc clasament general |
| ----- | --------------------- | ------ | --------------------- |
| 2002  | Team Green            | 11     | 44                    |
| 2003  | Andretti Green Racing | 72     | 25                    |
| 2004  | Andretti Green Racing | 409    | 6                     |
| 2005  | Andretti Green Racing | 498    | 4                     |
| 2006  | Andretti Green Racing | 311    | 8                     |
| 2007  | Andretti Green Racing | 637    | 1                     |
| 2008  | Chip Ganassi Racing   | 0      | -                     |
| 2009  | Chip Ganassi Racing   | 616    | 1                     |
| 2010  | Chip Ganassi Racing   | 602    | 1                     |
| 2011  | Chip Ganassi Racing   | 573    | 1                     |
| 2012  | Chip Ganassi Racing   | 363    | 7                     |
| 2013  | Chip Ganassi Racing   | 418    | 10                    |